# Adriano Galliani
Adriano Galliani (Monza, Lombardía, Italia; 30 de julio de 1944) es un dirigente deportivo, empresario y político italiano.
Se le conoce por haber sido presidente del AC Milan y por ejercer como vicepresidente y director general de la zona deportiva del club. Silvio Berlusconi siempre ha delegado en él la responsabilidad de la gestión administrativa del equipo rossonero, en los periodos en que cumplió la función de primer ministro.
Galliani fue obligado a dimitir de ambos cargos en verano 2006 debido a los resultados de las investigaciones del escándalo Calciopoli por la manipulación de partidos en el fútbol italiano. Este tribunal inhabilitó a Galliani en el fútbol para un año, en el que él no podría ejercer como gestor de fútbol en Italia. Finalmente se redujo la sanción a nueve meses, para acabar quedando en cinco meses.
Gracias a su gestión en el verano de 2010 con la cual se consiguieron los fichajes de Zlatan Ibrahimović, Robinho y Kevin Prince Boateng, el AC Milan logró después de 7 años conseguir el scudetto número 18, rompiendo así con la hegemonía del Inter de Milán habiendo ganado 5 scudettos seguidos desde de la temporada 2006.
Desde el 23 de marzo de 2018 es senador por Forza Italia. Desde el 25 de septiembre de 2018 es el CEO del Società Sportiva Monza 1912 tras la compra del club por parte de Silvio Berlusconi